# Клумберг, Александр
Александр Клумберг (эст. Aleksander Klumberg, в 1936 году сменивший фамилию на Колмпере, Kolmpere; 17 апреля 1899, Ревель — 10 февраля 1958, Таллин) — эстонский легкоатлет, призёр Олимпийских игр в Париже (1924). Первый мировой рекордсмен в десятиборье.
Кавалер Орден Эстонского Красного Креста 4-й степени.

## Биография
Родился 17 апреля 1899 года в городе Ревель, Эстляндской губернии Российской империи.
Александр Клумберг участвовал в Освободительной войне в 1918-1919 годах.

## Карьера
Клумберг начал заниматься спортом в возрасте 12-13 лет. Спустя два года он переехал в Калев и стал выступать в местном клубе. Специализировался на тройном прыжке, устанавливал национальные рекорды Эстонии и Российской империи. В 1916 году стал чемпионом России в тройном прыжке, а также выступал в прыжках в длину, став вторым.
В 1920 году на Олимпийских играх в Антверпене он стал 5-м в метании копья и 8-м в легкоатлетическом пятиборье. На международных соревнованиях в 1923 году он стал третьим в метании копья и первым в десятиборье.
С 1922 по 1923 годы возглавлял мировой рейтинг, и также возвращался на эту позицию в другие моменты карьеры.

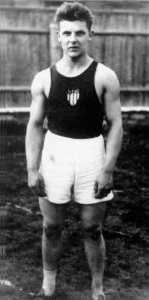
Александр Клумберг в 1924 году

В 1924 году на Олимпийских играх в Париже он завоевал бронзовую медаль в десятиборье, и стал 17-м в метании копья. Eesti Spordileht признало его величайшим эстонским спортсменом всех времён.
В период с 1917 по 1927 годы он становился 48 раз чемпионом Эстонии по лёгкой атлетике в различных дисциплинах. Помимо лёгкой атлетики он также играл в команде по хоккею с мячом, становился трижды чемпионом Эстонии.
Клумберг установил 23 национальных рекорда Эстонии в лёгкой атлетике, при этом его результат в десятиборье, показанный на чемпионате мира 1920 года, стал неофициальным мировым рекордом. При этом ИААФ ратифицировала его достижение 17 сентября 1922 году, показанное на соревнованиях в Хельсинки, как первый мировой рекорд в десятиборье. 7485,61 балла, показанные Александром Клумбергом, в переводе на современную систему подсчёта баллов составляют 6087 очков.
На протяжении соревновательной карьеры он проводил различные мероприятия по тренировке спортсменов, военных и полицейских. Занимал должности в спортивных организациях. В 1941 году стал инспектором Таллинского комитета физкультуры и спорта.

## Вне спорта
В 1930 году Клумберг написал два учебника по лёгкой атлетики и занимался изданием специализированной литературы. Известен в польских легкоатлетических кругах, как тренер и консультант олимпийского чемпиона 1932 г. в беге на 10000 метров поляка Януша Кусочинского.
В 1936 году эстонизировал свою фамилию, изменив её на Колмпере.
В 1940 году он стал кавалером Ордена Эстонского Красного Креста 4-й степени.
В 1944 году был арестован НКВД и отправлен в Дубравлагский лагерь для военнопленных в Мордовии, а в 1955 году был перемещён в Красноярский край, где находился до 1956 года.
Скончался в родном городе 10 февраля 1958 года. Похоронен в Таллине на кладбище Рахумяэ.